# Runo
Runo è una frazione geografica del comune di Dumenza, in Provincia di Varese, posta a nordovest del centro abitato, lungo la strada per Due Cossani.

## Storia
Runo fu un antico comune del Milanese.
Registrato agli atti del 1751 come un borgo di 230 abitanti, in seguito alle riforme dell'imperatrice Maria Teresa inglobò la frazione di Stivigliano. Nel 1786 Runo con Stivigliano entrò per un quinquennio a far parte dell'effimera Provincia di Varese, per poi cambiare continuamente i riferimenti amministrativi nel 1791, nel 1798 e nel 1799.

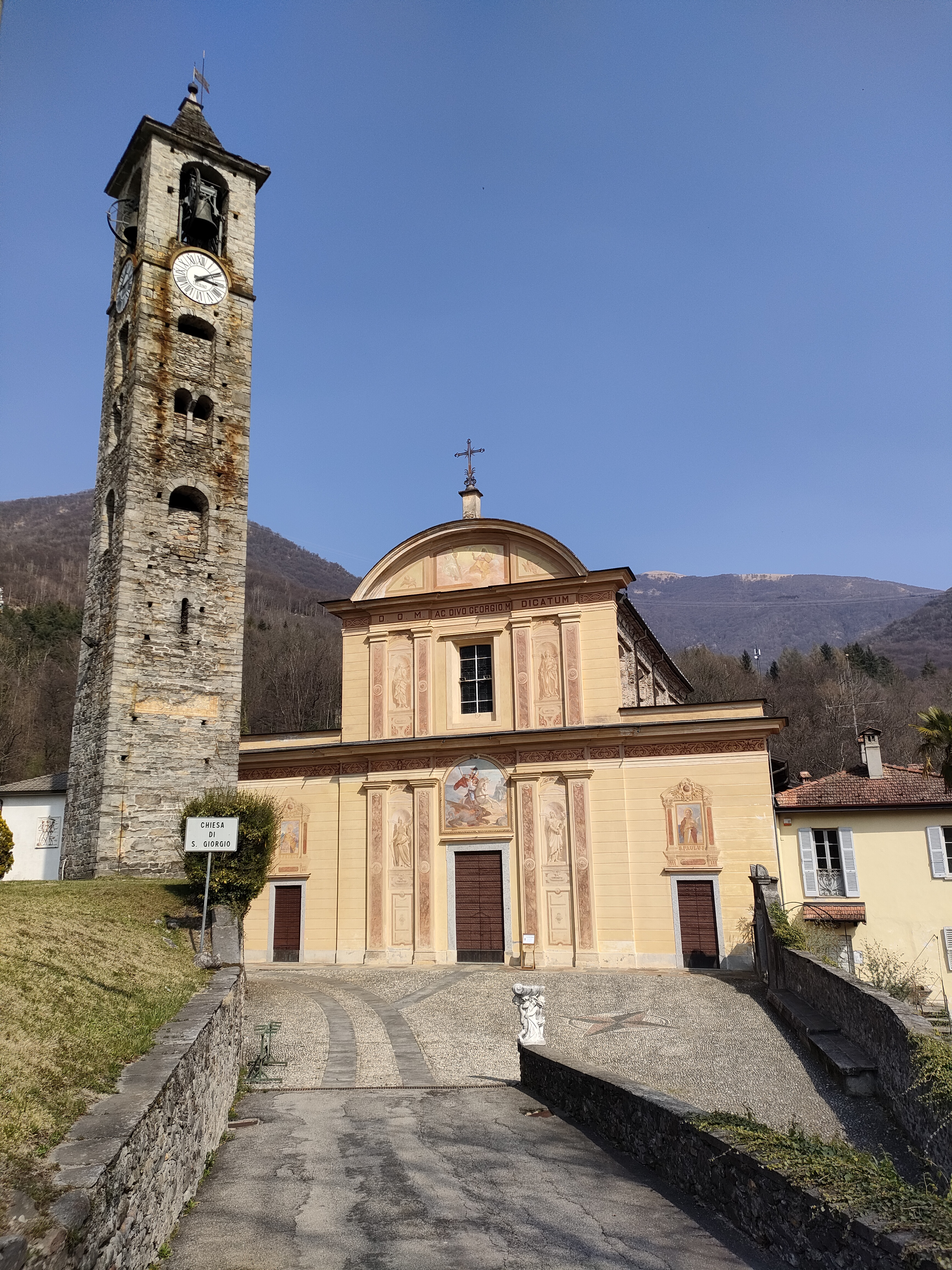
Chiesa di San Giorgio

Alla proclamazione del Regno d'Italia nel 1805 risultava avere 285 abitanti. Nel 1809 il municipio fu soppresso su risultanza di un regio decreto di Napoleone che lo annesse per la prima volta a Dumenza, ma il Comune di Runo fu tuttavia ripristinato con il ritorno degli austriaci. Nel 1853 risultò essere popolato da 302 anime, salite a 315 nel 1871, mentre nel 1921 si registrarono 384 residenti. Fu il regime fascista a decidere nel 1928 di sopprimere il comune, unendolo a Dumenza riprendendo l'antico modello napoleonico.

## La chiesa di San Giorgio
La torre campanaria della chiesa di San Giorgio pare avesse avuto ruolo militare nel periodo precedente il mille, durante le diverse invasioni barbariche: la strada, infatti, che da Varese portava a Luino e poi a Dumenza, era l'unica che accedeva a Bellinzona, non esistendo il lungo lago. Probabilmente faceva parte di un sistema di torri lungo queste valli, delle quali quella di Runo è l'unica superstite.

## Cultura
A Runo è nato il celebre pittore Bernardino Luini, allievo di Leonardo da Vinci: il cognome autentico "degli Scappi" è stato soppiantato. Nato qualche anno dopo, un suo parente, Bartolomeo Scappi a Roma nella prima metà del Cinquecento divenne cuoco insigne al servizio di ben tre papi.
Runo è il luogo d'origine dei vari rami della famiglia Trezzini sciamati verso le finitime località svizzere di Sessa, Lanera, e Astano dove nacque il celebre architetto e urbanista Domenico Trezzini, nel 1703 incaricato dallo zar Pietro il Grande di edificare la sua nuova capitale russa sulle rive della Neva, San Pietroburgo.